# Eol
Eol (grč. Αἴολος, Aiolos) u grčkoj mitologiji bog je i gospodar vjetrova.

## Etimologija
Eolovo grčko ime znači "brz", "promjenjiv".

## Mitologija

### Tri Eola
Eol je zajedničko ime za tri boga - živi u pećini na otoku Lipari u Eolskom arhipelagu, u kojoj je držao vjetrove i iz koje je njima upravljao i zapovijedao. Prema Diodoru, podjela je sljedeća:
- Prva je osoba sin Helena i nimfe Orseide, osnivač eolskog naroda. Opisan je kao vladar Eolije (poslije Tesalije), smatra se praocem Eoljana, a oženio je Enaretu, Demahovu kćer.
- Drugi je Eol bio sin Posejdona i Arne, kći prethodnog Eola.
- Treći je Eol bio sin Hipota koji je spomenut i u Homerovoj Odiseji te Vergilijevoj Eneidi.

Sva su tri Eola geneaološki povezana.

### Eol - Helenov sin
Eol je bio sin Helena i nimfe Orseide te Dorov, Ksutov i Amfiktionov brat. Opisivan je kao vladar Eolije (Tesalije) te se smatra osnivačem eolskog naroda.
Eol se oženio Enaretom, Dimahovom kćeri te su imali mnogo djece. Sinovi: Kret, Sizif, Dionej, Salmonej, Atamant, Perier, Kerkaf i možda Magnes te Etlije i Mima. Kćer: Kalika, Peisidika, Perimela i Alkiona. Ovaj je Eol također imao nezakonitu kćer Arnu s Melanipom. Ova je Arna rodila drugog Eola, Posejdonova sina.

### Eol -Posejdonovsin
Ovaj je Eol bio Posejdonov i Arnin sin. Imao je brata blizanca - Beta. Arna je priznala svom ocu Eolu da je zatrudnjela s Posejdonom, ali njezin otac nije joj vjerovao te ju je predao Metapontu, kralju Ikarije. Beta i Eola odgojio je Metapont, ali njihova je pomajka Autolita bila u svađi s Arnom koja je nagovorila djecu da ubiju svoju pomajku i pobjegnu iz Ikarije. Bet je otišao do Tesalije gdje je osnovao Betiju, a Eol do Tirenskog mora gdje je osnovao Eolske otoke. Jedan od njih smatrao se njegovim domom.
Eol je imao šest sinova i šest kćeri te su svi sretno živjeli sve dok jednog dana nije doznao da je njegov sin Makarej počinio incest sa svojom sestrom Kanakom te ga je izopćio, a Kanaka se od stida ubila. Dijete je bacio psima, a neki izvori tvrde da je dijete, djevojčica Amfisa, bila spašena te da ju je poslije zavolio Apolon.

### Eol - Hipotov sin
Ovaj se Eol često poistovjećuje s Eolom, Posejdonovim sinom te ih je teško razlikovati. Otac mu je sin prvog Eola - Mima, koji se oženio Melanipom, Arninom majkom.
Živio je na plutajućem otoku u Eoliji. Kada je Odisej, na svom povratku iz Troje, pristao sa svojim brodovljem uz obalu Liparija, ugostio ga je Eol. Dirnut njegovom pričom o njegovom lutanju u potrazi za rodnom Itakom, odlučio mu je pomoći. Dao mu je mješinu u koju je zatvorio sve zle vjetrove nepovoljne za plovidbu, a Zefiru, blagom zapadnom vjetru, naredio da ga prati na putovanju. Dok je Odisej spavao a njegovo brodovlje plovilo prema istoku, neki su njegovi suborci, vjerujući da se u mješini nalazi blago koje im je on zatajio, otvorili mješinu iz koje su izašli svi pobješnjeli vjetrovi, uzrokovavši takvo nevrijeme koje je preživio samo Odisejev brod.

### Potomci
Među Eolovim vjetrovima najznačajniji su bili osmero braće Anemoi:
- Borej, siloviti sjeverni vjetar;
- Not, južni vjetar, topao i vlažan;
- Eur, suhi istočni vjetar koji nosi lijepo vrijeme;
- Zefir, nježan i blag zapadni vjetar;
- Kaik, sjeveroistočni vjetar koji u rukama nosi masline;
- Apeliot, jugoistočni vjetar koji u rukama nosi zrelo voće;
- Lib, jugozapadni vjetar zaogrnjen maglom;
- Skiron, sjeverozapadni vjetar koji u ruci nosi urnu punu vode, uvijek spreman da je izlije na zemlju.

## Vanjske poveznice
- Eol u klasičnoj literaturi (engl.)
- Prvi Eol u grčkoj mitologiji (engl.)
- Drugi Eol u grčkoj mitologiji (engl.)